# Ло Шифан
Ло Шифан (кит.: 罗诗芳, нар. 4 лютого 2001) — китайська важкоатлетка, олімпійська чемпіонка 2024 року, чемпіонка світу.

## Результати
| Рік              | Місце                      | Вага             | Ривок            | Ривок            | Ривок            | Ривок            | Поштовх          | Поштовх          | Поштовх          | Поштовх          | Загалом          | Місце            |
| Рік              | Місце                      | Вага             | 1                | 2                | 3                | Місце            | 1                | 2                | 3                | Місце            | Загалом          | Місце            |
| Олімпійські ігри | Олімпійські ігри           | Олімпійські ігри | Олімпійські ігри | Олімпійські ігри | Олімпійські ігри | Олімпійські ігри | Олімпійські ігри | Олімпійські ігри | Олімпійські ігри | Олімпійські ігри | Олімпійські ігри | Олімпійські ігри |
| ---------------- | -------------------------- | ---------------- | ---------------- | ---------------- | ---------------- | ---------------- | ---------------- | ---------------- | ---------------- | ---------------- | ---------------- | ---------------- |
| 2024             | Париж, Франція             | до 59 кг         | 101              | 105              | 107 OR           | Н/Д              | 129              | 134 OR           | 137              | Н/Д              | 241 OR           | 1                |
| Чемпіонат світу  |                            |                  |                  |                  |                  |                  |                  |                  |                  |                  |                  |                  |
| 2022             | Богота, Колумбія           | до 59 кг         | 101              | 104              | 104              | 5                | 126              | 129              | 133              | 3                | 230              | 4                |
| 2023             | Ер-Ріяд, Саудівська Аравія | до 59 кг         | 101              | 104              | 107              | 1                | 128              | 133              | 136              | 1                | 243              | 1                |
| Азійські ігри    |                            |                  |                  |                  |                  |                  |                  |                  |                  |                  |                  |                  |
| 2022             | Ханчжоу, Китай             | до 59 кг         | 100              | 104              | 107              | Н/Д              | 128              | 133              | 140              | Н/Д              | 240              | 2                |
| Чемпіонат Азії   |                            |                  |                  |                  |                  |                  |                  |                  |                  |                  |                  |                  |
| 2023             | Чінджу, Південна Корея     | понад 59 кг      | 98               | 102              | 105              | 1                | 126              | 130              | 133              | 2                | 238              | 1                |